# マッドドックス
マッドドックスは、日本で活動していたお笑いコンビ。2007年結成、2009年解散。ニュースタッフエージェンシー所属。

## メンバー
- 関口大輔（せきぐち だいすけ、1982年10月11日（42歳） - ）

東京都出身。A型。ボケ担当、赤いツナギと金髪頭が特徴。
元：クロスパンチ（相方は矢野周平）
- 吉田一人（よしだ かずと、1978年8月1日（46歳） - ）

東京都出身。O型。ツッコミ担当
マットドックス以前の芸名・コンビ歴は、フィットネス（1999年11月～2006年12月、相方は山浦良友）、メンズカズト（2007年1月～同年4月）。
マットドックス解散後の芸名・コンビ歴は、
ピン芸人・吉田一人（2010年1月～同年4月）
ザ・マルチ（相方は元「キラッキラーズ」のジャック豆山、2010年5月～同年10月）
バンビライオン（相方は元「モジモジハンター」の石井太郎、2010年11月～2011年9月）
ピン芸人・吉田一人（2011年10月～2012年5月）
トリガー →　ジェットカンフル（相方は1、2の大心、2012年6月～2018年7月）
2018年8月からは元ヴィンテージの大赤見展彦とのコンビ「ナナフシギ」を結成し、太田プロダクションへ移籍。なお、大赤見曰くこのコンビ名はまだ仮であるという。
2021年からは、「吉田猛々」名義で活動する。
撮影監督の山田一夫は、祖父に当たる。
オカルト、古典落語（特に古今亭志ん生）、槇原敬之、BOYS BE…、ドラゴンクエスト（初期のもの）、1990年代前半の頃のプロレス、それぞれに造詣が深い。

## 概要
- 吉田は1999年から、関口は2002年からそれぞれ別のコンビとして活動。ライブを中心に、爆笑オンエアバトルなどの番組でも活動をしていた。
- その後、お互い2006年にコンビは解散。2人はしばらくピン芸人として活動していたが、2007年2月にコンビ結成の話が持ち上がり、同年4月15日に正式に結成した。
  - 結成当時のコンビ名は「マシンガンワルツ」だった[1]が、当時の関口の所属事務所にザクマシンガンがいたため程なく「マッドドックス」に改名（コンビ名の由来は「狂犬(MAD DOG)」）。
- 結成当初は関口がプライム所属だった為、互いに所属事務所が異なっていたが、後に関口がニュースタッフに移籍しコンビで所属となる。
- ネタは主に漫才、関口の見た目からヤンキー関連のボケが多い。
- 2009年12月21日、関口の引退に伴い解散を発表。

## 経歴
- 2007年 第7回オートバックスM-1グランプリ2007　一回戦敗退
- 2008年 第8回オートバックスM-1グランプリ2008　三回戦敗退
- 2009年 第8回漫才新人大賞　敢闘賞受賞

## 出演作品

### ライブ
- プライムライブ（関口はクロスパンチ時代から出演）
- ドライブ(ニュースタッフエージェンシーの事務所ライブ)
- スペシャル☆オールスター
- 喰始のショービジネスの作り方
- 元祖爆笑王セレクトライブ～ニュースタッフエージェンシーお笑いライブ～in 名古屋

他

### テレビ
- 爆笑オンエアバトル（NHK総合）戦績1勝1敗 最高445KB
  - 関口は「クロスパンチ」時代、吉田は「フィットネス」時代と両者共にオンエアを果たしている。
- ぐるぐるナインティナイン（日本テレビ）「おもしろ荘へいらっしゃい！」（2009年5月14日放送）
- エンタの天使（日本テレビ） - 第6回（2008年9月3日）、キャッチコピーは『繊細な狂犬』
  - GO!SHIODOMEジャンボリー『SHIODOMEエンタグランプリ チャンピオン大会』第2位
- 爆笑ホワイトカーペット（フジテレビ、2009年10月3日）-キャッチコピーは『おもろい犬ほどよく吠える』
- 爆笑レッドカーペット（フジテレビ、2009年10月31日）-キャッチコピーは『おもろい犬ほどよく吠える』

### インターネットラジオ
- マッドドックスのお笑いラジオ （livedoorインターネットラジオ）

### その他
- 笑いのタマゴLサイズ（関口のみ、クロスパンチ時代）